# Villa Caro
Villa Caro là một khu tự quản thuộc tỉnh Norte de Santander, Colombia. Thủ phủ của khu tự quản Villa Caro đóng tại Villa Caro Khu tự quản Villa Caro có diện tích  ki lô mét vuông. Đến thời điểm ngày 28 tháng 5 năm 2005, khu tự quản Villa Caro có dân số 4525 người.